# 必殺仕事人2013
『必殺仕事人2013』（ひっさつしごとにん にせんじゅうさん）は、2013年2月17日21時 - 23時10分にテレビ朝日系で放送された朝日放送・テレビ朝日・松竹共同製作のテレビ時代劇。主演は東山紀之。必殺シリーズのスペシャルドラマである。

## 概要
前作『必殺仕事人2012』に続く単発スペシャルである。前作の高橋英樹に続いて里見浩太朗が初の悪役に扮した。また、中村獅童が「流し」の仕事人役で出演した。
本作が放送された2月17日は、長年必殺シリーズで中村主水役を務めた藤田まことの命日でもある。
視聴率は関東地区で13.5%、関西地区で17.8%を記録した（ビデオリサーチ調べ）。

## あらすじ
お菊達との待ち合わせの場所に向かう仕立て屋の匳が黒装束の男に襲われた。そうとも知らず、姿を見せない匳に痺れを切らした小五郎と涼次は、二人だけで仕事に向かう。標的である浪花屋と牛込一家を仕留めていく二人だが、現場にはもう一人、女形に扮した仕事人も待ち構えていた。その謎の仕事人は鮮やかな手並みで牛込一家の子分を葬り、無言で立ち去ってゆく。
後日、小五郎は偶然出会った坐坊という蕎麦屋が、その謎の仕事人であると気づく。坐坊はお菊の依頼で先日の仕事に加わったが、そのことについて「自分達の代わりはいくらでもいるのか」と、小五郎は面白くない。
一方、匳を襲ったのが巷を騒がせる辻斬りだと知らされた小五郎は、その辻斬りが17人もの人々を斬っていながら、1人も死者が出ていないという”腕の悪さ”に不審を抱き、その辻斬りの腕が悪いのではなく、急所を外して斬ることができる達人ではないのかと考える。
匳が担ぎ込まれた小宮山診療処の泰山・勝之進親子を疑う小五郎。しかし小宮山親子を取り巻く闇は深く、多くの人の命を巻き込む地獄へと転がり始めていた。

## キャスト

### 仕事人
渡辺小五郎（わたなべ しょうごろう）
演 - 東山紀之
本町奉行所の同心。冒頭の仕事の最中に渡辺家の印籠を無くしてしまい、こうから咎められたり、増村から目の敵にされるなど、不遇な面が強調されている。
辻斬り事件を追ううちに、17人もの人々が被害に遭っているにもかかわらず1人も死亡していないことから、裏があることに気付く。
経師屋の涼次（きょうじやのりょうじ）
演 - 松岡昌宏
しじみ売りをしている志乃と出会い、彼女が何者かに狙われていることを察知し家に匿う。前作に引き続き創作料理に凝っており、ヴォンゴレを志乃と匳に振る舞い、志乃からは美味いと絶賛される一方で、匳からは口にする前から「食わねえ!」と頑なに拒否される。また、料理を食べた志乃から、「これならしじみよりあさりの方が良いのでは」とアドバイスを受ける。
辻斬りに遭って怪我をした匳に蛇と薬草等を煮詰めた特製の薬を飲ませる。
仕立て屋の匳（したてやのれん）
演 - 田中聖
本作では冒頭で泰山による辻斬りに遭って手傷を負ったため、登場場面は少ない。涼次が作った薬が効いたらしく終盤の仕事には飛び入りで加わり、涼次を手助けするが、事前に断りもなく加わったため涼次に仕事の的と間違えられて殺されかける。
花御殿のお菊（はなごてんのおきく）
演 - 和久井映見
辻斬りに遭った匳が仕事に加わることができなくなったため、流れ仕事人の坐坊を臨時で雇うが、素性も知れない坐坊の手を借りたことにより小五郎達と軋轢が生じてしまう。しかし終盤、坐坊が金欲しさにすべての仕事を斡旋するよう迫った際は坐坊に怖じ気つくことなく、逆に金が欲しければ自分を殺してから小五郎達を殺せと言い放つなど、小五郎たちとの強い仲間意識を態度で示す。
胡桃割りの坐坊（くるみわりのざぼう）
演 - 中村獅童
流しの仕事人。お菊からの依頼で、手負いの匳の代わりに冒頭の仕事に加わり、『必殺仕事人V・激闘編』の弐のごとく女形の姿でやくざ者を仕留めた。
技は『必殺仕事人V・激闘編』に登場した壱と同じく首骨折り。『暗闇仕留人』に登場する村雨の大吉と同じ様に、胡桃を手のひらで玩ぶ癖があり、それがきっかけで小五郎に正体を看破される。風来坊で各地を転々としながら表稼業の蕎麦屋を営んでおり、その味は絶品である。
馴れあいを嫌う一匹狼で野心高い性格。終盤、金が入用になったことを口実にしてお菊に仕事を全て回すことを要求しさらに小五郎達を消すことすら厭わないようなことまで口にするが、お菊がその要求に屈せず、「金が欲しければ自分を先に殺せ」と言った際の気迫と意地に負けて引き下がり、無償で仕事を引き受ける。
エンディングでは、屋台を引き江戸を旅立つが、その際にそばを食べに来たお菊から無償で請け負った仕事に対する報酬をさり気なく手渡される。

### その他
増村倫太郎（ますむら りんたろう）
演 - 生瀬勝久
本町奉行所の与力で、小五郎の上司。続発する辻斬りと、全く仕事をしない小五郎に癇癪を起こして怒鳴り散らす。
剣術には自信があるらしく、小五郎に稽古を付けようとするが、大した腕ではない様子。
増村と対峙した小五郎は、裏の顔を隠すためあっさり負けを認める。そのことから小五郎が裏の顔を持つと考えるが「そんなこと、ないないない!」と否定する。
結城新之助（ゆうき しんのすけ）
演 - 田口浩正
本町奉行所の同心で、小五郎の同僚。人柄はいいが、相変わらず何の役にも立っていない。むしろ小五郎からぞんざいな扱いを受けることも。
家庭だけは円満で、近々、十一人目の子供が誕生予定。
結城ハツ（ゆうき はつ）
演 - 久保田磨希
十一人目の出産を間近に控え、小宮山診療処に来ており、おみつに経験者としてアドバイスをする。
渡辺こう
演 - 野際陽子
小五郎が印籠を紛失したことで終始、立腹している。
渡辺ふく
演 - 中越典子
印籠紛失の件で立腹するこうと、小五郎との間で動揺するが、小五郎はあまり気にしていなかった。

### ゲスト
小宮山泰山（こみやま たいざん）
演 - 里見浩太朗
小宮山診療処の主。隠居して息子の勝之進に跡目を譲っている。
かつて近江で剣術道場を営んでおり、剣の腕は右に並ぶ者はいないと言われ、小五郎が強い警戒心を抱くほどの練達者であるが、泰平の世では武術だけでは暮らしていけず、病の妻の薬代もない有様で妻を亡くしてしまう。それをきっかけに武士を捨てて医学を志し、勝之進とともに江戸に出てきて診療処を開いた。
自らも病に冒され、生い先が長くないことを悟っており、死ぬ前に勝之進を名医に育て診療処をもっと大きくしたいと切に願っているが、その想いは歪んだ方向へ突き進み、自ら辻斬りを行なって故意に怪我人を作り出し、勝之進の｢稽古台｣として、診療処へ担ぎ込ませていた。しかし医師の道を嫌悪する勝之進との溝は深くなり、さらには援助を請うた辰巳屋又右衛門にはいいように利用され、辰巳屋から「馬鹿息子」と「親馬鹿ならぬ馬鹿親」と呼ばれながらも引き返せない泥沼へと歩を進めていくことになる。
目の前で勝之進を刺殺され激昂し、病の身を押して小五郎と激しく剣を交えるが、同時に内心では自分の罪深さを自覚してもいたため、小五郎に斬られた際には、これで自分も地獄へ行けると小五郎に感謝の言葉を述べながら息絶えた。
親子愛の歪みやすれ違い、そして黒幕に翻弄され、人の道を外れ、たどり着くこととなった悲劇ともいえる小宮山親子の最期に、基本的に裏の仕事では冷徹な小五郎も若干の同情を覚え、仕事を終えて立ち去る前に、泰山の亡骸を、勝之進の遺体の傍らに寄り添わせた。
小宮山勝之進（こみやま かつのしん）
演 - 渡辺大
小宮山診療処の主で医師。父泰山から一人前の医者になるよう期待されているが、勝之進自身は医学ではなく武士の道を志しておりそれを重荷に感じている。人柄は良く、患者や見習いたちからの信頼は厚いものの、医術の腕は至って未熟である上に、血を見ると体がすくんでしまう有様で、医師見習いの悠馬に一から十まで頼りきっている。
そんな悠馬への依存や劣等感から脱却できぬまま、悠馬は泰山に斬殺されてしまい、さらに自らが手術を施した妊婦のおみつを施術ミスで死なせてしまったショックで、それまでの重荷や不満が爆発。助手の弥吉に全責任を押し付けた上に刺殺し、おみつの夫・喜三郎には押し付け同然に口止め料を渡し、施術ミスを内密にするように嘆願する等、半ば錯乱した状態となり、遂には泰山を逆恨みするようになる。その後、居酒屋で自棄の酒を煽っていたところを坐坊と出会い、彼から仕事人の話を聞き、自由になりたい一心で泰山や自らの不幸の原因を作った辰巳屋一味の殺しの仕事を依頼するが、勝之進自身も喜三郎に渡した口止め料を元手に依頼された仕事の的に数えられており、自分が殺してほしいと願っていた泰山の目の前で、皮肉にも父親よりも先に小五郎の刃に倒れることとなる。
片岡悠馬（かたおか ゆうま）
演 - 波岡一喜
小宮山診療処の医師見習い。酒に溺れたり刀を振り回すなど素行の悪さが目立つが、医術に関してはかなりの腕前を持つ。また、両親を幼少時に亡くしており、唯一の肉親である妹・志乃の幸せを案じる妹想いな一面も持ち合わせている。
かつて安房で名医とも言われた医師だったが、住んでいる場所が田舎のため薬や医療道具が満足に手に入らずそのことにより患者を死なせてしまい、国を追われる身となった。
泰山の裏の顔を目撃したために殺されてしまう。
志乃（しの）
演 - 桜庭ななみ
悠馬の妹で、安房のしじみを売っている若い娘。玄幽に狙われていたところを涼次に匿われる。なめろうとつみれ汁を涼次に振舞い、食い道楽の涼次を唸らせるほどの料理の腕前を持ち、いつか小料理屋を開くことを夢見ている。
兄・悠馬のことを案じ続けていたが、後に兄が泰山に殺され、自身も玄幽から涼次をかばって凶刃に倒れ、「涼次と店を開きたい」という思いを伝えた直後に涼次に抱きかかえられたまま息絶える。
辰巳屋又右衛門（たつみやまたえもん）
演 - 左とん平
越中岩城の廻船問屋。蒸し風呂（後にこの蒸し風呂は涼次、匳と玄幽との戦いの場となる）も設置された西洋的な建築様式の屋敷に住んでいる。狡猾な性格で、玄幽を使い勝之進の医術の腕の未熟さと診療処の実態、さらには泰山の辻斬りの件を把握している。診療処を大きくしたいという泰山の想いを利用し、一等地にある油問屋の土地を手に入れるために、泰山を使って油問屋の家人を皆殺しにする。その他にも自分達の利益となる話には目がなく、素性のしれない坐坊が持ちかけてきた儲け話にもあっさりと乗り、疑いもせず彼を自らの屋敷に上げる。それが自身と七兵衛の命取りとなり、七兵衛諸共坐坊によって始末される。
七兵衛（しちべえ）
演 - 佐戸井けん太
辰巳屋の番頭。
玄幽（げんゆう）
演 - 竹内力
辰巳屋又右衛門に雇われている密偵。ほとんど言葉は発さず仏頂面だが、時折不気味な笑みを浮かべて舌なめずりしたり、獣じみた狂笑をあげる怪人。涼次と互角に渡り合い、匳の助太刀が加わっても引けをとらない実力を持つ。短刀投げの名手であり、接近戦では2本の鎌を使う。
小宮山診療処の周辺で探りを入れており、診療処の内情を知る志乃を付け狙い、遂には彼女を殺害する。
涼次に対しては互いに強い対抗意識を抱いており、後に志乃の仇を討つために辰巳屋に乗り込んできた涼次を堂々と待ち構え、密室に誘導して対決。後に匳も加わり、2対1で激しい戦いを繰り広げる。2本のうち1本の鎌を投げてしまったことが敗因に繋がってしまい、匳に右手を止められてる隙に涼次によって始末される。
弥吉
演 - 高橋健希
小宮山診療処に勤める医師見習い。勝之進を慕っており素行の悪い悠馬を嫌っている。しかし勝之進からおみつを施術ミスで死なせたことの責任を擦り付けられ、自害を装って刺殺される。
醫院助手
演 - 古村隼人
松原屋彦左衛門
演 - 青島健介
序盤で牛込一家の押し込みに遭い、家宝を持ち去られた上に、息子を殺されたため牛込一家の始末を仕事人に依頼する。浪花屋や牛込一家が壊滅し、坐坊により家宝も戻されたことで店を再開するが、辰巳屋から店の立地に目を付けられ、辰巳屋に唆され店に押し入った泰山によって、妻や店の者達もろとも皆殺しにされる。
加代
演 - 広岡由里子
彦左衛門の妻。直接の描写はないが店に押し入った泰山によって夫や店の者達と共に殺されてしまう。
伝助（でんすけ）
演 - 松澤一之
冒頭部の仕事の的。油問屋・松原屋の乗っ取りの実働部隊である、牛込一家の親分。松原屋を襲撃した後、乗っ取りの依頼主の浪花屋と祝杯を挙げていたところを小五郎と涼次の襲撃を受け、最後は小五郎に斬られる。
浪花屋（なにわや）
演 - 谷口高史
牛込一家を操っていた黒幕。伝助と祝杯を挙げていたところを涼次に襲われ、川に沈められる形で、仕留められる。
喜三郎（きさぶろう）
演 - 山口翔吾
勝之進の施術ミスにより妻と生まれてくるはずだった子供を亡くす。その際、勝之進から無理に口止め料を手渡されたことで、勝之進が医師としての技量を持ち合わせていなかったことに気づく。
その口止め料を元手に勝之進の殺しの仕事を依頼した後、小宮山診療処の実態を奉行所に告発しようとするが、身内の者共々、泰山に殺されてしまう。奉行所に向かう前に仕事人に依頼したことにより、お菊は事情を知る。
おみつ
演 - 三津谷葉子
喜三郎の夫で、小宮山診療処に通っていた妊婦。今回が初産であり、結城夫妻から温かいアドバイスを受けていた。
後に産気づいたため、勝之進の手術を受けることとなるが、悠馬がいなくては何もできない勝之進の施術ミスにより大量出血を起こし、そのまま母子共に死亡する。
二心太助（にしんたすけ）
演 - 坂本真
威勢のいい魚屋。泰山に頼まれ、辻斬りの被害者を小宮山診療処へ搬送する。

## 殺し技
渡辺小五郎
大刀で悪人を斬る、刺す。居合によって、泰山と対峙する。
剣の達人である泰山に対抗するため、仕事に向かう直前に大刀を念入りに研いでもらっている。BGM｢中村主水のテーマ｣に乗せて、殺しを行う。
経師屋の涼次
悪人の背後に回り、仕込み筆から抜き出した長い錐を相手の肩口から深く突き刺して、心臓まで到達させ、血を体内に噴出させる。
通常は仕留めに入るまで敵に気付かれないようにして忍び寄るが、本作では標的である玄幽に対して真っ向から挑み、対決する。
BGM｢闇夜に仕掛ける｣に乗せて、殺しを行う。
仕立て屋の匳
仕立てに使う針と仕付け糸を投げて、悪人の首に絡ませ、絞殺する。
ただし、本作では終盤の涼次の玄幽戦の手助けのみで匳自身は1人も手を下していない。
胡桃割りの坐坊
人差し指を悪人の額に押し付けて秘孔を突き、相手の自由を奪うと素早く首を掴み、喉笛を砕き、へし折る。秘孔を突く際には、額に押し当てた人差し指が赤く光る。
辰巳屋での仕事の際には又右衛門と七兵衛の首を同時に持ち上げ、そのまま片手だけで、それぞれの首をへし折る。
BGM｢西村左内｣に乗せて、殺しを行う。

## スタッフ
- 脚本 - 寺田敏雄
- 音楽 - 平尾昌晃
- 監督 - 石原興
- 主題歌 - The SHIGOTONIN「鏡花水月」
- 題字 - 糸見渓南
- 語り - 市原悦子
- ゼネラル プロデューサー - 森山浩一（ABC）、内山聖子（テレビ朝日）
- チーフ プロデューサー - 武田功（松竹）
- プロデューサー - 飯田新（ABC）、山川秀樹（テレビ朝日）、渡邊竜（松竹）
- 制作 - ABC、テレビ朝日、松竹